# یازدرووو
یازدرووو (به لاتین: Jazdrowo) یک روستا در لهستان است که در گمینا سنپولنو کراینگسکیه واقع شده‌است. یازدرووو ۱۲۰ نفر جمعیت دارد.